# Enghave Plads Station
Enghave Plads Station er en undergrundsstation på den københavnske Metros cityring. Stationen ligger i takstzone 1 og åbnede 29. september 2019.
Enghave Plads Station ligger ved Enghave Plads, mellem Haderslevgade og Flensborggade.
Byggeriet begyndte medio 2010 med ledningsarbejde og arkæologiske udgravninger. Selve udgravningen begynde primo 2012 og stationen stod færdig 2019.

## Historie
I det oprindelige forslag til Cityringen fra 1999 samt i den tekniske udredning fra 2005 var den centrale station på Vesterbro planlagt til at ligge på Tove Ditlevsens Plads nogle få hundrede meter nord for Enghave Plads, men da den oprindelige linjeføring via Forum blev ændret til fordel for den nuværende via Frederiksberg Station, ændredes også placeringen af stationen på Vesterbro til Enghave Plads. Da man efterfølgende undersøgte en alternativ linjeføring via Carlsberg Byen, var det planen, at der i stedet for Enghave Plads skulle opføres en station på Litauens Plads, da stationen ellers ville ligge for tæt på stationen på Carlsberg. Planerne om metro til Carlsberg Byen blev dog droppet, idet beregningerne viste, at den samlede Cityring ville være mindre rentabel, hvis man byggede forlængelsen til Carlsberg.

## Stationens udformning
Stationen er iklædt røde teglsten som en reference til de mange røde teglstenshuse, der ligger på og omkring Enghave Plads.
Hovedtrappen er opført på den vestlige ende af pladsen (i nærheden af Haderslevgade). I modsatte ende af pladsen (ved Flensborggade) er der opført en bitrappe. Midt på pladsen er der opført store røde bænke og ovenlys dominerer stationsforpladsen. Cykelparkering ligger i Haderslevgade, hvor der også er et kys-og-kør-anlæg.[kilde mangler]